# Gazeta Văii Jiului
Gazeta Văii Jiului este un ziar regional din Transilvania, România.